# بلاث دالی
بلاث دالی (انگلیسی: Blyth Daly; ۵ دسامبر ۱۹۰۱ – ۱۶ اکتبر ۱۹۶۵) هنرپیشه اهل ایالات متحده آمریکا بود.
از فیلم‌ها یا برنامه‌های تلویزیونی که وی در آن نقش داشته‌است می‌توان به
ستاره‌ای متولد شده‌است (فیلم ۱۹۵۴) اشاره کرد.